# 2CAT
2CAT és un canal de televisió públic de RTVE que començarà a emetre a Catalunya al voltant de l'11 de setembre del 2025 i es preveu que estigui plenament operativa a l'octubre del mateix any. Començarà a emetre inicialment en català i castellà amb la previsió d'acabar essent íntegrament en català uns mesos després. El primer director del canal és Oriol Nolis, que va ser director de RTVE del 2021 al 2023, i la directora de continguts és Laura Folguera, que fins a la creació del canal havia estat directora de La2.

## Història

### El canalet
Al maig de 1988, Lluís Prenafeta, secretari general de Presidència de la Generalitat, va anunciar com a promesa electoral de CiU la creació del segon canal de Televisió de Catalunya, TV4. Per una altra banda, el juny del mateix any, Jaume Sobrequés, responsable de mitjans de comunicació social del PSC va demanar a Televisió Espanyola la creació d'un canal totalment en català, ja que les emissions esportives de TVE2 feien que molts programes en català (inclús L'informatiu) deixessin d'emetre's o canviessin sovint d'horari, cosa que va provocar la dimissió de Rafael Jorba, director d'informatius de Sant Cugat, que va ser substituït per Enric Lloveras.
A mitjans d'agost Pilar Miró, directora general de RTVE, va aprovar el projecte i va fixar la data d'inici entre la Diada de 1988 i l'octubre del mateix any, amb un cobertura inicial del 60% del territori i un pressupost de vora 2.000 milions de pessetes. La seva franja d'emissió estava prevista entre les 19 i les 24 i emetria programes que ja es feien en desconexió, com L'informatiu (amb horari fix a les 21), 135 escons, Debat 2 o Teledues (en emissió conjunta per TVE2-Espanya en desconnexió), a més de l'estrena de Falcon Crest i Som una maravella de Els Joglars.
El projecte es va concretar per estrenar-se el 17 d'octubre, amb el nom de TVE2-Catalunya, tot i que popularment es coneixerà com El canalet, però la marxa d'Agustí Farré, director de TVE Catalunya, a RNE, el fet que es va trigar a nomenar un successor i la posada en marxa en proves del Canal 33 el 10 de setembre (que va ser interferida per TVE) va fer que es posposés la data al 9 de gener de 1989 i més tard a l'abril, donat que calia repartir les freqüències per el Canal 33 (un cop autoritzat), el canalet i les noves cadenes privades. Amb la dimissió de Pilar Miró el 1989, el projecte va quedar en un no res i no es va arribar a posar en marxa.

### Recuperació del projecte
El consell d'administració de RTVE va aprovar per unanimitat la creació del canal el 28 de març de 2025. Paral·lelament a la creació d'aquest canal La2 deixarà de tenir desconnexions i passarà a ser íntegrament en castellà. La producció es fa des del Centre de Producció de Sant Cugat. El canal disposa de la seva pròpia freqüència dins el segon múltiplex disponible a Catalunya, en l'espai que ocupava 8TV fins que va tancar el 2023. La meitat dels continguts els farà la CCMA, i la resta es faran entre RTVE i un operador privat per determinar.  Els dies posteriors a l'anunci del nom del canal hi va haver tensions entre la CCMA i RTVE pel nom, amb una cursa de registres de marca. Per aquest motiu dies després de la presentació es va obrir la porta a buscar-li un altre nom.

## Ús del català
RTVE ha anunciat que el canal 2Cat tindrà com a objectiu prioritari promoure la llengua catalana dins del sistema de mitjans públics espanyols. No obstant això, el canal no emetrà inicialment el 100 % de la seva programació en català, i de moment no s’ha fixat una data concreta per arribar-hi.
El compromís oficial de RTVE estableix una implementació progressiva:
- Abans de finalitzar l'any 2025, almenys el 50 % del contingut emès serà en català.
- Abans del juny de 2026, aquest percentatge s’incrementarà fins a un 60 % com a mínim.

El restant 40-50 % de la programació correspondrà a continguts en castellà, en molts casos compartits amb La 2 estatal, incloent documentals, espais culturals o divulgatius. Alguns d’aquests podrien oferir-se amb subtítols en català, però no es preveu que tots siguin doblats.
Tot i que fonts de RTVE han expressat la voluntat que el canal esdevingui majoritàriament o íntegrament en català a mitjà termini, no existeix cap compromís formal ni calendari definit per assolir el 100 %. Aquesta qüestió està sent avaluada pel Consell de l’Audiovisual de Catalunya (CAC), que ha demanat garanties sobre la continuïtat, el pressupost i l’ús exclusiu del català en el canal.
El projecte neix en un context de preocupació per la disminució de l’ús habitual del català, especialment entre els joves. RTVE ha presentat 2Cat com una eina per revertir aquesta tendència i reforçar la presència del català en l’àmbit audiovisual.

## Programació
El 2CAT compta amb la següent graella de dilluns a divendres:
08.00h: Café d'idees, amb Gemma Nierga. Magazín d'actualitat i entreteniment.
11.00h: Café macchiato, amb Oriol Nolis. Magazín d'actualitat i entrevistes.
14.00h: L'informatiu 1. Telediari amb Aina Galduf.
15.30h: Saber y ganar, amb Jordi Hurtado. Concurs provisional, dels pocs programes en castellà.
16.15h: Grans documentals. Programa que emet documentals i reportatges.
17.00h: L'altaveu, amb Danae Boronat. Magazín d'actualitat i entreteniment.
19.30h: El vespre, amb Quim Barnola. Butlletí d'actualitat i informació.
20.00h: L'informatiu 2. Telediari amb Quim Barnola.
21.00h: Cifras y letras, amb Aitor Albizua. Concurs provisional, dels pocs programes en castellà.
22.00h: Programes de prime-time.